# Eng Hian
Eng Hian (Suracarta, 17 de maio de 1977) é um jogador de badminton indonésio, medalhista olímpico, especialista em duplas.

## Carreira
Eng Hian representou seu país nos Jogos Olímpicos de Verão de 2000 e 2004, conquistando a medalha de bronze, nas duplas em 2004, com a parceria de Flandy Limpele.